# سیرانوش آندریاسیان
سیرانوش آندریاسیان (ارمنی: Սիրանուշ Անդրիասյան; زاده ۴ ژانویهٔ ۱۹۸۶) شطرنج‌باز اهل ارمنستان است که سه دوره (۲۰۰۶، ۲۰۰۷ و ۲۰۱۱) به مقام قهرمانی شطرنج زنان ارمنستان رسیده‌است و در سال ۲۰۰۷ در مسابقات قهرمانی تیمی شطرنج جهان در ترکیب تیم ارمنستان موفق به کسب مدال برنز شده‌است. در سال ۲۰۰۵ عنوان استاد بین‌المللی زنان توسط فیده به وی اعطا گردیده‌است. آندریاسیان همچنین در مسابقات قهرمانی تیمی شطرنج اروپا در سال‌های ۲۰۰۵ و ۲۰۰۹ و در مسابقات قهرمانی تیمی شطرنج جهان در سال‌های ۲۰۰۷ و ۲۰۰۹ به رقابت پرداخته‌است. آندریاسیان در دوره‌های ۳۶مین، ۳۷مین و ۳۸مین المپیاد شطرنج نماینده ارمنستان بوده‌است.
| به‌دلیل برخی مشکلات فنی، نمودارها موقتاً قابل مشاهده نیستند. اطلاعات بیشتر پیرامون این مشکل در فابریکاتور و وبگاه مدیاویکی در دسترس است. | |
| | به‌دلیل برخی مشکلات فنی، نمودارها موقتاً قابل مشاهده نیستند. اطلاعات بیشتر پیرامون این مشکل در فابریکاتور و وبگاه مدیاویکی در دسترس است. |